# STAYHOMER
STAYHOMER（ステイホーマー）は、2020年リリースのWindows向けシューティングゲームである。ゲーム内容は「ステイホーマー」であるプレイヤーが「自粛違反者」を排除するというもの。

## 概要
プレイヤーは「ステイホーマー」となり、クラスターの発生を防止するため、疾病対策特別条例に基づいて3分以内に「自粛違反者」を排除することを目指す。3分以内に十分な数の「自粛違反者」が排除されなかった場合、在日米軍が「同盟国として必要な措置」を取る。

## 賛否
リリースが新型コロナウイルス感染症が発生してる時期に重なっていたことから一部で「不謹慎」などの意見が出た一方、他方で「"自粛警察"に対する風刺」などとして受け止められるなど様々な意見が出ている。

## 登場人物

### ステイホーマー
プレイヤーが操作するキャラクター。ロケットランチャーを使用して「自粛違反者」を排除する。

### 自粛違反者
外出自粛に反対する都民。プレイヤーが排除する対象。プレイヤーに対して攻撃してくることはない。

### 在日米軍
ステイホーマーが3分以内に十分な数の「自粛違反者」を排除しなかった場合「同盟国として必要な措置」を取る。